# أجنحة عسكرية فلسطينية ظهرت في الانتفاضة الفلسطينية الثانية
تعرض القائمة الأجنحة العسكرية التي ظهرت في الانتفاضة الفلسطينية الثانية من عام 2000 حتى عام 2004 فترة الصراع كامل، هناك كثير من الأجنحة العسكرية التي ظهرت في الانتفاضة الفلسطينية الثانية.

## الأجنحة
- كتائب شهداء الأقصى:
  - ظهرت كتائب شهداء الأقصى في الانتفاضة الفلسطينية الثانية وهي بديلة لقوات العاصفة الجناح العسكري الرئيسي السابق لحركة التحرير الوطني الفلسطيني "فتح" وأصبحت العاصفة هي شعار حركة فتح بشكل عام،[1]
- ألوية الناصر صلاح الدين:
  - ظهرت ألوية الناصر صلاح الدين في الانتفاضة الفلسطينية الثانية عام 2001 وهي الجناح العسكري الرئيسي للجان المقاومة الشعبية.[2]
- كتائب الشهيد أبو علي مصطفى:
  - ظهرت كتائب الشهيد أبو علي مصطفى في عام 2000 تحت اسم قوات المقاومة الشعبية حتى قتل أبو علي مصطفى أحد مؤسسين الجبهة الشعبية لتحرير فلسطين في عام 2001 تغير إسمها إلى كتائب الشهيد أبو علي مصطفى ، وهي الجناح العسكري للجبهة الشعبية لتحرير فلسطين.
- كتائب المقاومة الوطنية الفلسطينية:
  - ظهرت كتائب المقاومة الوطنية الفلسطينية عام 2000 وهي الجناح العسكري للجبهة الديمقراطية لتحرير فلسطين.
- كتائب الشهيد أحمد أبو الريش:
  - ظهرت كتائب الشهيد أحمد أبو الريش في عام 2000 على يد عمرو أبو ستة الذي كان يعمل لدى مجموعات صقور فتح وأيضاً صديقه المقرب 'زكي أبو زرقة' وعبد الرحمن أبو بكرة ، وهي أحد الأجنحة العسكرية المنتمية لحركة التحرير الوطني الفلسطيني "فتح".